# UGC 6865
Arp 62 = UGC 6865 ist ein interagierendes Galaxienpaar im Sternbild Großer Bär, welches etwa 265 Millionen Lichtjahre von der Milchstraße entfernt ist.
Halton Arp gliederte seinen Katalog ungewöhnlicher Galaxien nach rein morphologischen Kriterien in Gruppen. Diese Galaxie gehört zu der Klasse Spiralgalaxien mit einem kleinen Begleiter hoher Flächenhelligkeit auf einem Arm (Arp-Katalog).